# Olaoluwa Abagun
Olaoluwa Abagun (Lagos, 24 de agosto de 1992) es una abogada nigeriana y activista por los derechos de las mujeres y las niñas de Áfica. Es fundadora de la organización Save Kicks Initiative: Chicas Adolescentes contra la Violencia Sexual. 

## Biografía
En 2008, se graduó de Queens 'College Lagos, obteniendo el "Premio al Servicio Sobresaliente a la Vida Universitaria" por su fuerte liderazgo como Directora Adjunta de la Universidad. En 2015 se licenció en derecho en la Universidad Obafemi Awolowo, Ile-Ife, de Nigeria. y actualmente estudia una maestría en Género y Desarrollo en el Instituto de Estudios de Desarrollo de la Universidad de Sussex . Se identifica como cristiana.
Abagun nació en una familia interreligiosa. Su padre es musulmán, mientras que su madre es cristiana. Tiene otros tres hermanos y explicó que creció de la misma manera que sus hermanos y que sus padres no hacían diferencias. En otra entrevista, reveló que sus padres, sin saberlo, la pusieron en el camino del feminismo.   
A partir de los 13 años, Olaoluwa fue durante cuatro años senadora infantil en el Parlamento de los Niños de Nigeria, lo que le dio la oportunidad de comenzar a participar en el trabajo de defensa de los derechos de la infancia. Como estudiante universitario, Olaoluwa también fue voluntario durante dos años en la Unidad de Gestión del Talento de AIESEC en Nigeria y Panamá.

## Activismo
Antes de graduarse en derecho en 2015, Abagun escribió ya varios artículos dedicados a la situación de las mujeres y fue finalista en 2014 en el apartado de ensayo del "Día de la Juventud de África" por su trabajo Políticas sobre el empoderamiento de las mujeres jóvenes en África: La Pieza desaparecida en el rompecabezas africano. También creó "Girl Pride Circle", una organización que lucha por los derechos de las mujeres y las niñas en Nigeria.
En marzo de 2016, en la Comisión de la ONU sobre la Condición de la Mujer dedicada al empoderamiento de las niñas, lanzó la Iniciativa Safe Kicks: chicas adolescentes contra la violencia sexual, cuyo objetivo es capacitar a las víctimas de la violencia sexual y a las mujeres en general sobre cómo defenderse físicamente aprendiendo artes marciales . En julio de 2016 estaba entrenando a más de 250 adolescentes a través de este proyecto. También se convirtió en la única nigeriana en recibir una donación monetaria de la organización Women Deliver. En 2017 se dirigió a la 72.ª Sesión de la Asamblea General de las Naciones Unidas con un discurso sobre cuestiones de género.
En julio de 2017, fue seleccionada como una de las seis "excepcionales" nigerianas para debatir sobre el tema Avance rápido: preparación del mundo para venir con miembros del parlamento del Reino Unido. En su intervención destacó la necesidad de trabajar intensamente para avanzar en la igualdad en Nigeria situando la atención en educación, empoderamiento económico y participación política. 
“Espero crear políticas que alienten a las mujeres a incorporarse a carreras en sectores dominados por hombres fomentando asociaciones multisectoriales / intergeneracionales en el sector privado, los espacios públicos y la sociedad civil porque todos los sectores y generaciones son fundamentales para el diseño de políticas y implementación".
El feminismo, dice, "es la lente translúcida a través de la cual veo a todos los individuos, IGUAL, independientemente del género. Se trata de asegurar que tanto las niñas como los niños sean educados para ser fuertes y valientes, pero también solidarios y afectuosos. Debido al feminismo, entiendo que el éxito y el impacto no cumplen con el género y TODOS, hombres o mujeres, merecen un amplio espacio para explorar todo su potencial". De posiciona de acuerdo con Chimamanda Ngozi Adichie señalando que "todo el mundo debería ser feminista". Ella definió el feminismo como "una ideología que simplemente defiende la igualdad de oportunidades socioeconómicas para todo el mundo sin importar si son hombres o mujeres" y señaló que "no se trata de una batalla de los sexos" tal como de manera errónea se interpreta con frecuencia.  En enero de 2018 denunció la falta de mujeres en la política, ocupando apenas 27 de los 469 escaños parlamentarios, haciendo un llamamiento para que participaran en las elecciones generales de Nigeria de 2019 . En 2020 tras las elecciones Nigeria sigue ocupando los últimos puestos del ranking mundial con un 3,63 % de mujeres en la Asamblea (358H-13M) y un 7,34 % en el senado (109H-8M).